# Treinramp bij Quintinshill
De treinramp bij Quintinshill was de ernstigste treinramp in de Britse geschiedenis en vond plaats op 22 mei 1915 op het emplacement van Quintinshill, nabij Gretna Green in Dumfriesshire, Schotland. Bij de ramp waren meerdere treinen betrokken en meer dan 200 mensen kwamen om het leven. De ramp werd veroorzaakt door een combinatie van menselijke fouten en onjuiste seinprocedures. De tragedie leidde tot verbeteringen in de veiligheid en protocollen van het Britse spoorwegnet.
Het seinhuis van Quintinshill beveiligde twee zijsporen, één aan elke kant van de dubbelsporige Caledonische hoofdlijn. Deze lijn verbindt Glasgow en Carlisle met elkaar. Tegenwoordig wordt de Caledonische hoofdlijn beschouwd als onderdeel van de West Coast Main Line.
Op het moment van de ramp waren beide zijsporen bezet met goederentreinen. Daarnaast stond een noordelijke lokaaltrein stil op de zuidelijke hoofdlijn.
De eerste botsing vond plaats toen een troepentrein, die in zuidelijke richting van Larbert naar Liverpool reed, in botsing kwam met een stilstaande lokaaltrein. Een minuut later werd het wrak geraakt door een noordwaarts rijdende passagierstrein, een sneltrein met slaaprijtuigen die onderweg was van Londen Euston naar Glasgow Central.
Gas uit de verlichting van de oude houten rijtuigen, die werden gebruikt voor het troepentransport, ontbrandde. Het betrof Pintschgas, een veelgebruikt gas in die tijd voor treinverlichting. De brand verspreidde zich razendsnel en greep om zich heen, waardoor uiteindelijk alle vijf treinen in vlammen opgingen.
De ramp eiste een zware tol onder de getransporteerde militairen van de 52e (Laagland) Divisie van het British Army.

animatie van de sequentie van gebeurtenissen die tot de treinramp hebben geleid